# Juan Francisco Guevara Silvente
Juan Francisco Guevara Silvente   (Llorca, 19 d'agost de 1995), conegut com a Juanfran Guevara, és un antic pilot de motociclisme espanyol que va competir en la categoria de Moto3 del campionat del món del 2011 al 2017.

## Carrera esportiva

### Primers anys
Guevara va començar a competir amb motos a onze anys. El 2007 va ser subcampió de Múrcia en la categoria PRO 80 i l'any següent en fou campió. Aquell any mateix va ser subcampió en la categoria 125 PreGP del mateix campionat. El 2009 va guanyar els campionats de Múrcia i del País Valencià en la categoria PRO 80 i el Metrakit World Festival en la categoria 125 PreGP. El 2010 va guanyar el campionat d'Espanya de MotoDes PRO 80 i hi va quedar segon en la categoria 125 PreGP, alhora que quedà tercer en la categoria 125 PreGP del campionat mediterrani.

### Carrera internacional
El 2011 va quedar novè al campionat d'Espanya de velocitat (CEV) i va debutar al mundial en la categoria de 125cc com a comodí amb una Aprilia al Gran Premi de la Comunitat Valenciana, però no es va classificar per a la cursa. El 2012 va quedar sisè al CEV i segon al campionat d'Europa de Moto3. Aquell any va competir a la mateixa categoria, Moto3 (que substituïa l'anterior de 125cc) del mundial en participar als Grans Premis d'Aragó i de la Comunitat Valenciana com a comodí amb una FTR M312, obtenint-hi 4 punts.
El 2013 va esdevenir pilot habitual de la classe de Moto3 pilotant-hi la TSR Honda de l'equip CIP Moto3, com a company d'Alan Techer. No aconseguí cap punt. El 2014 pilotà la Kalex KTM de l'equip Mapfre Aspar i va acabar la temporada al dissetè lloc final. El 2015, dins el mateix equip i amb una Mahindra MGP3O com a company de Francesco Bagnaia i Jorge Martín, va quedar vint-i-quatrè al mundial.
El 2016 va passar a l'equip RBA Racing, que li va confiar una KTM RC 250 GP, com a company d'equip de Gabriel Rodrigo. Va acabar la temporada en el vint-i-unè lloc amb un sisè lloc al GP de la Comunitat Valenciana com a millor resultat. El 2017 va continuar amb l'equip RBA Racing i va tancar la temporada en l'onzena posició final, amb un tercer lloc al Gran Premi d'Itàlia com a millor resultat. El desembre del mateix any, a només vint-i-dos anys, va anunciar la seva retirada de les curses després d'haver competit set temporades al campionat del món.

## Resultats al Mundial de motociclisme

### Curses per any
Barem de puntuació de 1993 ençà:
| Posició | 1  | 2  | 3  | 4  | 5  | 6  | 7 | 8 | 9 | 10 | 11 | 12 | 13 | 14 | 15 |
| Punts   | 25 | 20 | 16 | 13 | 11 | 10 | 9 | 8 | 7 | 6  | 5  | 4  | 3  | 2  | 1  |

(Ids. Grans Premis | Llegenda) (Curses en negreta indiquen pole; curses en  itàlica indiquen volta ràpida)
| Any  | Categoria | Moto      | 1       | 2       | 3       | 4      | 5       | 6       | 7       | 8       | 9       | 10      | 11      | 12      | 13     | 14      | 15      | 16      | 17      | 18      | Pos | Pts |
| ---- | --------- | --------- | ------- | ------- | ------- | ------ | ------- | ------- | ------- | ------- | ------- | ------- | ------- | ------- | ------ | ------- | ------- | ------- | ------- | ------- | --- | --- |
| 2011 | 125cc     | Aprilia   | QAT     | ESP     | POR     | FRA    | CAT     | GBR     | NED     | ITA     | GER     | CZE     | INP     | SM      | ARA    | JPN     | AUS     | MAL     | VAL DNS |         | NC  | 0   |
| 2012 | Moto3     | FTR Honda | QAT     | ESP     | POR     | FRA    | CAT     | GBR     | NED     | GER     | ITA     | INP     | CZE     | SM      | ARA 24 | JPN     | MAL     | AUS     | VAL 12  |         | 32è | 4   |
| 2013 | Moto3     | TSR Honda | QAT 21  | AME 16  | ESP Ret | FRA 22 | ITA Ret | CAT 20  | NED Ret | GER 25  | INP Ret | CZE Ret | GBR Ret | SM 27   | ARA 28 | MAL 21  | AUS 27  | JPN 22  | VAL 23  |         | NC  | 0   |
| 2014 | Moto3     | Kalex KTM | QAT Ret | AME 11  | ARG 12  | ESP 16 | FRA Ret | ITA 8   | CAT 28  | NED Ret | GER 10  | INP 8   | CZE 16  | GBR 14  | SM 9   | ARA Ret | JPN Ret | AUS 25  | MAL 11  | VAL 15  | 17è | 46  |
| 2015 | Moto3     | Mahindra  | QAT 18  | AME Ret | ARG Ret | ESP 20 | FRA 12  | ITA Ret | CAT 26  | NED Ret | GER DNS | INP 18  | CZE 14  | GBR 7   | SM Ret | ARA 21  | JPN 21  | AUS Ret | MAL 20  | VAL Ret | 24è | 15  |
| 2016 | Moto3     | KTM       | QAT 25  | ARG 12  | AME 12  | ESP 12 | FRA 13  | ITA 9   | CAT 13  | NED Ret | GER Ret | AUT 12  | CZE 23  | GBR 16  | SM 12  | ARA 9   | JPN 25  | AUS Ret | MAL Ret | VAL 6   | 21è | 50  |
| 2017 | Moto3     | KTM       | QAT Ret | ARG 9   | AME 6   | ESP 10 | FRA 5   | ITA 3   | CAT 17  | NED 12  | GER 12  | CZE 5   | AUT 14  | GBR Ret | SM Ret | ARA 12  | JPN Ret | AUS 23  | MAL 13  | VAL 6   | 11è | 88  |